# Karangarua River
Der Karangarua River ist ein Fluss in Neuseeland, der in den Neuseeländischen Alpen entspringt und an der Westküste der Südinsel in die Tasmansee mündet.Karanga rua bedeutet bei den Māori „echoen“.

## Geographie
Die Quelle des Karangarua River liegt in der Westseite der Hooker Range zwischen dem 1958 m hohen Mount Howitt und dem 2043 m hohen Mount Townsend. Er fließt in Richtung Nordwesten und nimmt das Wasser zahlreicher Bäche und Flüsse auf, die unter anderem den Abfluss des Douglas-Gletschers darstellen. An den Bergflanken stürzen zudem mehrere Wasserfälle hinab, wie die 111 m hohen White Rose Falls.

## Infrastruktur
An dem Punkt, wo der Fluss aus den Südalpen ins Flachland übertritt, wird dieser vom New Zealand State Highway 6 überquert. Die nächste Ortschaft ist das wenige Kilometer südlich der Mündung gelegene Jacobs River.
Entlang dem Flussufer bis in den Talkessel der Quelle hinein folgt dem Fluss der Wanderweg Karangarua Valley Route, der gerade in niederschlagsreichen Zeiten unter partieller Überschwemmung steht.